# Bulusulur
Bulusulur is een bestuurslaag in het regentschap Wonogiri van de provincie Midden-Java, Indonesië. Bulusulur telt 5904 inwoners (volkstelling 2010).